# Michał Englert
Pour les articles homonymes, voir Englert.
Michał Englert (né le 4 mai 1975  à Varsovie, en Pologne) est un directeur de la photographie polonais.
Notamment collaborateur régulier de Małgorzata Szumowska, il a aussi coécrit et coproduit plusieurs de ses films.

## Filmographie

### Directeur de la photographie

#### Cinéma
- 1998 : Cisza (court métrage) de Małgorzata Szumowska
- 2000 : Bezsennosc tej nocy (court métrage) de Hanna Sawka
- 2000 : Szczesliwy czlowiek de Małgorzata Szumowska
- 2001 : Dokument... ? (court métrage) de Małgorzata Szumowska
- 2004 : Visions of Europe, segment Crossroad de Małgorzata Szumowska
- 2004 : Stranger (Ono) de Małgorzata Szumowska
- 2006 : La Vallée des fleurs (Valley of Flowers) de Pan Nalin
- 2008 : Rozmowy noca de Maciej Zak
- 2008 : 33 Scènes de la vie de Małgorzata Szumowska
- 2009 : Milosc na wybiegu de Krzysztof Lang
- 2009 : Wszystko, co kocham de Jacek Borcuch
- 2010 : Skrzydlate swinie d'Anna Kazejak
- 2012 : Elles de Małgorzata Szumowska
- 2013 : Lasting (Nieulotne) (de Jacek Borcuch
- 2013 : Le Congrès (The Congress) d'Ari Folman
- 2013 : Aime et fais ce que tu veux de Małgorzata Szumowska
- 2013 : Un aller simple vers la lune (Bilet na ksiezyc) de Jacek Bromski
- 2014 : Pani z przedskola de Marcin Krzysztalowicz
- 2015 : Body (Ciało) de Małgorzata Szumowska
- 2015 : Elixir de Brodie Higgs
- 2016 : Dark Murders (Dark Crimes) d'Alexandros Avranas
- 2015 : Anatomia zla de Jacek Bromski
- 2016 : Marie Curie de Marie-Noëlle Sehr
- 2017 : Gwiazdy de Jacek Bromski
- 2018 : When the Trees Fall (Koly padayut dereva) de Marysia Nikitiuk
- 2018 : Mug (Twarz) de Małgorzata Szumowska
- 2018 : Les Moissonneurs (Die Stropers) d'Etienne Kallos
- 2019 : L'Autre agneau (The Other Lamb) de Małgorzata Szumowska
- 2020 : Nightwalk (court métrage) de Małgorzata Szumowska
- 2020 : Le Masseur (Sniegu juz nigdy nie bedzie) de Małgorzata Szumowska et lui-même
- 2021 : Tesciwie de Jakub Michalczuk
- 2021 : Last Date (court métrage) de Jakub Michalczuk
- 2022 : Infinite Storm de Małgorzata Szumowska et lui-même
- 2023 : Une autre vie que la mienne (Kobieta z...) de Małgorzata Szumowska et lui-même

#### Télévision
- 2000-2010 : Teatr Tekewizji (série télévisée)
- 2003 : Zaginiona (série télévisée), 5 épisodes
- 2005 : Klinika samotnych serc (série télévisée)
- 2005 : Talki z reszta (série télévisée), 6 épisodes
- 2005-2006 : Wiedzmy (série télévisée), 13 épisodes
- 2006 : Mrok (série télévisée), 8 épisodes
- 2006 : Magiczne drzewo (série télévisée), épisode Plykacze ksiazek d'Andrzej Maleszka
- 2008 : 39 i pol (série télévisée)
- 2012 : Bez tajemnic (série télévisée)
- 2018 : Blinded by the Lights (série télévisée), 8 épisodes
- 2020 : W domu (série télévisée), épisode 9 Chlopiec z widokiem de Małgorzata Szumowska

### Scénariste
- 2013 : Aime et fais ce que tu veux (W imie...) de Małgorzata Szumowska
- 2015 : Body (Ciało) de Małgorzata Szumowska
- 2018 : Mug (Twarz) de Małgorzata Szumowska
- 2020 : W domu (série télévisée), épisode 9 Chlopiec z widokiem de Małgorzata Szumowska
- 2020 : Nightwalk (court métrage) de Małgorzata Szumowska
- 2020 : Le Masseur (Sniegu juz nigdy nie bedzie) de Małgorzata Szumowska et lui-même
- 2023 : Une autre vie que la mienne (Kobieta z...) de Małgorzata Szumowska et lui-même

### Producteur
- 2013 : Aime et fais ce que tu veux de Małgorzata Szumowska
- 2015 : Body (Ciało) de Małgorzata Szumowska
- 2018 : Mug (Twarz) de Małgorzata Szumowska
- 2020 : Le Masseur (Sniegu juz nigdy nie bedzie) de Małgorzata Szumowska et lui-même
- 2023 : Une autre vie que la mienne (Kobieta z...) de Małgorzata Szumowska et lui-même

### Réalisateur
- 2020 : Le Masseur (Sniegu juz nigdy nie bedzie) coréalisé avec Małgorzata Szumowska
- 2022 : Infinite Storm coréalisé avec Małgorzata Szumowska
- 2023 : Une autre vie que la mienne (Kobieta z...) coréalisé avec Małgorzata Szumowska

## Distinctions
- Festival du film polonais de Gdynia 2008 : meilleure image pour 33 Scènes de la vie